# Владимир Спасов
Владимир Асенов Спасов e бивш председател на Централния комитет на Българска комунистическа партия (регистрирана след 10 ноември 1989), избран за генерален секретар на НКИ през 1995 г.

## Биография
Едва 17-годишен Владимир Спасов е приет за член на БРП от известните революционни дейци Йорданка Чанкова и Владо Тричков. Участва в младежка бойна група към Босилеградския партизански отряд. Заедно с отряда влиза в състава на известната Софийска народоосвободителна дивизия, ръководена от Славчо Трънски.
След 9 септември 1944 г. се записва доброволец в новосъздадената БНА, влизаща в състава на Трети украински фронт под общото ръководство на маршал Толбухин. Награден е с орден за храброст от новото отечественофронтовско правителство.
След края на войната Спасов се завръща в България и продължава образованието си, като се записва да следва българска филология. След дипломирането си работи като учител.
Служител в „Печатни произведения“ и „Кинефикация“.
След 10 ноември 1989 г. и преименуването на Българската комунистическа партия в Българска социалистическа партия заедно със свои съидейници той решава да запази името Българска комунистическа партия. БКП е регистрирана, спазвайки Закона за политическите партии.